# Max Buskohl

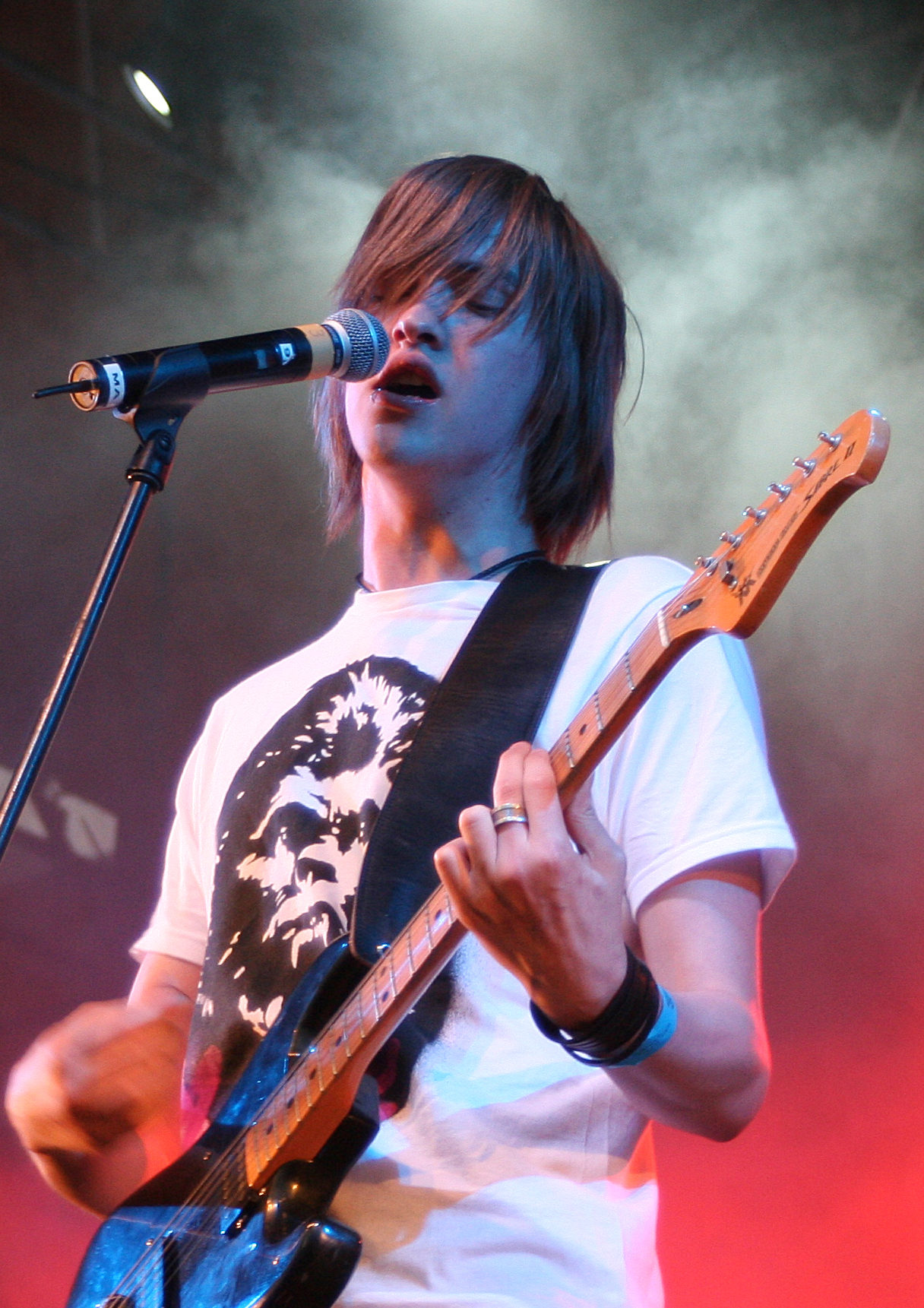
Max Buskohl, 2008

Maximilian Söhnke „Max“ Buskohl (* 18. November 1988 in West-Berlin) ist ein deutscher Singer-Songwriter, Musiker und Gitarrist.

## Leben
Max Buskohl wuchs gemeinsam mit einer Schwester in Berlin bei seiner Mutter, einer Lehrerin, auf. Sein Vater ist der Musiker Carl Carlton. Seine Kindheit verbrachte er teilweise auf der Insel Lanzarote.
Buskohl lernte schon in frühester Kindheit das Gitarre spielen. In seiner Schulzeit besuchte er auch ein Internat in Irland. Im November 2005 gründete er gemeinsam mit Per Jacob Blut die Band Empty Trash, welche Anfangs noch eine Schülerband war. Die Band erhielt im Jahr 2007 einen Plattenvertrag bei EMI. Am bekanntesten wurde der Song Garden of Growing Hearts, welcher der Titelsong des Films Die Welle war. Ende 2009 trennte sich die Gruppe.
Buskohl nahm an der vierten Staffel der Casting-Show Deutschland sucht den Superstar teil, die ab Januar 2007 ausgestrahlt wurde. Der dem Rock ’n’ Roll zugewandte 1,95 m große Buskohl galt dort als Favorit für den Sieg. Buskohl erreichte die Top-3, verließ das Format jedoch kurz vor dem Halbfinale. Für ihn rückte der zuvor ausgeschiedene Kandidat Martin Stosch nach. Im Gegensatz zu den zahlreichen Behauptungen mancher Medien, dass Buskohl von RTL gefeuert wurde, da er sich angeblich nicht an Vertragsklauseln hielt, sagte Buskohl in einem späteren Interview, er habe die Show freiwillig auf eigenen Wunsch verlassen.
Im Jahr 2011 veröffentlichte Buskohl eine Coverversion der Songs You're Sixteen, Here Without You und For What It’s Worth.
Anfang 2013 veröffentlichte Buskohl mit Sidewalk Conversation sein erstes Soloalbum. Er komponiert auch für andere Künstler. Später war er Sänger und Gitarrist der Band Söhnke.
Max Buskohl lebt in Berlin. Aus einer früheren Beziehung stammt seine Tochter (* 2011).